# کوکوسنگ‌چشم موریس
کوکوسنگ‌چشم موریس (نام علمی: Lalage typica) گونه‌ای از پرندگان خانواده کوکوسنگ‌چشمان (Campephagidae)و بومی موریس است.
زیستگاه طبیعی آن جنگل‌های جلگه‌ای نمناک نیمه‌گرمسیری یا گرمسیری است. نابودی زیستگاه آن را تهدید می‌کند.